# Andrew E. K. Benham
Andrew Ellicot Kennedy Benham (Nova Iorque, 10 de abril de 1832 – Mahopac, 11 de agosto de 1905) era um almirante americano. Em sua carreira inicial, atuou na China, no Pacífico e no Paraguai. Durante a Guerra Civil Americana, ele participou da captura de Port Royal, Carolina do Sul, e patrulhou a costa do Texas como parte do Esquadrão de Bloqueio do Golfo Oeste.
Em 1894 participou do Caso do Rio de Janeiro sob o comando de navios americanos. 